# Melody (canción de Clark Owen)
«Melody» es una canción del cantante alemán Clark Owen con la colaboración de la exintegrante del dúo ruso t.A.T.u.
Lena Katina, lanzada como sencillo debut del cantante el 24 de abril de 2012.

## Lanzamiento
Melody se lanzó oficialmente como el sencillo debut del cantante alemán Clark Owen el 24 de abril en iTunes, Amazon y otras plataformas digitales. Posteriormente, se lanzaron tres EP oficiales de remezclas: Melody (The Remixes) - EP, el cual contenía también una versión acústica en solitario de Clark Owen; Melody (The Remix Edition) - EP y Melody (The Remix Edition Part 2) - EP.

## Composición y antecedentes
La canción fue compuesta por el propio Clark Owen junto a Sven Martin, habitual productor, colaborador y teclista del dúo ruso t.A.T.u hasta su separación en 2009, y posteriormente de la exintegrante del mismo Lena Katina.

## Vídeo musical
El vídeo fue producido por el propio Owen, y dirigido por Jason Wisch. Aunque en un principio iba a ser lanzado el 4 de abril, el día del lanzamiento oficial del tema como sencillo en iTunes y Amazon, finalmente se colgó en YouTube en el canal oficial a través de la cuenta oficial de «transformermusicprod» el 5 de mayo de ese mismo año. En él se muestra a una pareja interpretada por los cantantes que, tras discutir, recorre la ciudad por separado y, tras pasar por numerosas fiestas y discotecas, finalmente se reencuentran y van juntos, cogidos de la mano.

## Lista de canciones y EP
- Melody (The Remixes) - EP (4 de mayo de 2012)[6][10][11]

1. «Melody (Syq Remix)» (6:58)
2. «Melody (George Ron Sky Remix)» (7:14)
3. «Melody (Clark Owen Acoustic Version)» (3:26)

- Melody - The Remix Edition - EP (24 de agosto de 2012)[7]

1. «Melody (DJ Klubbingman Meets Raindropz! Remix)» (6:05)
2. «Melody (D-Tune vs EMD Boys Remix)» (5:35)
3. «Melody (Wavepuntcher & Sexual Energy Remix)» (5:44)
4. «Melody (ClubSukkerz & Danstyle Remix)» (5:12)
5. Melody (Saamen Van Aaren & NRG-Boy Remix) (5:27)
6. «Melody (BassDropz Remix)» (4:57)
7. «Melody (Chris Peeters Remix)» (7:37)
8. «Melody (Marq Aurel & Beatbreaker Remix)» (5:33)
9. «Melody (Major Tosh Remix)» (4:56)
10. «Melody (George Ron Sky Remix)» (7:14)
11. «Melody (SYQ Remix)» (6:59)

- Melody (The Remix Edition Part 2) - EP (22 de marzo de 2013)[8]

1. «Melody (Marq Aurel vs. Dancefloor Warning Edit)» (3:10)
2. «Melody (Mizz Camela Edit) [feat. Lena Katina]» (3:52)
3. «Melody (Marq Aurel vs. Dancefloor Warning Remix)» (4:43)
4. «Melody (Mizz Camela Remix) [feat. Lena Katina]» (5:47)
5. «Melody (FroZias DJ Tool Mix) [feat. Lena Katina]» (6:39)

## Posiciones más altas en listas
| País  | Lista     | Mejor posición |
| 2012  | 2012      | 2012           |
| ----- | --------- | -------------- |
| Rusia | MTV Rusia | 4              |